# Distance (musicien)
Pour les articles homonymes, voir Distance.
Distance, de son vrai nom Greg Sanders (né à Londres, Angleterre), est un musicien et DJ britannique de dubstep. Il a également fondé le label Chestplate, dont l'orientation sonore suit son style, fusionnant des influences métalliques avec des modèles de dubstep.

## Biographie
La participation de Distance à l'émission Dubstep Warz de Mary Anne Hobbs sur BBC Radio 1 en 2006,, lui permet d'acquérir une plus grande notoriété, ainsi qu'au genre dans son ensemble. Il est également connu pour avoir travaillé avec des artistes tels que Skream et Benga. Son style est réputé pour être sombre et plein de distorsion,.

## Discographie partielle

### Albums studio
- 2007 : My Demons
- 2008 : Repercussions
- 2016 : Dynamis
- 2021 : Forgotten Demons

### EP
- 2003 : Trust My Logic/Horizon
- 2004 : Nomad
- 2004 : Studio Gangsters
- 2004 : Closer than You Think
- 2005 : Replicant
- 2005 : 1 on 1/Empire
- 2006 : Bahl Fwd/Temptations (avec Skream)
- 2003 : Travels/Wiseman (avec Skream)